# Сініцин Микита Павлович
Микита Павлович Сініцин (рос. Никита Павлович Синицын; 8 листопада 1990, м. Череповець, СРСР) — російський хокеїст, захисник. Виступає за «Сокіл» (Красноярськ) у Вищій хокейній лізі. 
Вихованець хокейної школи «Сєвєрсталь» (Череповець). Виступав за: «Алмаз» (Череповець), ХК «Липецьк», «Сариарка» (Караганда).